# 塩素酸塩

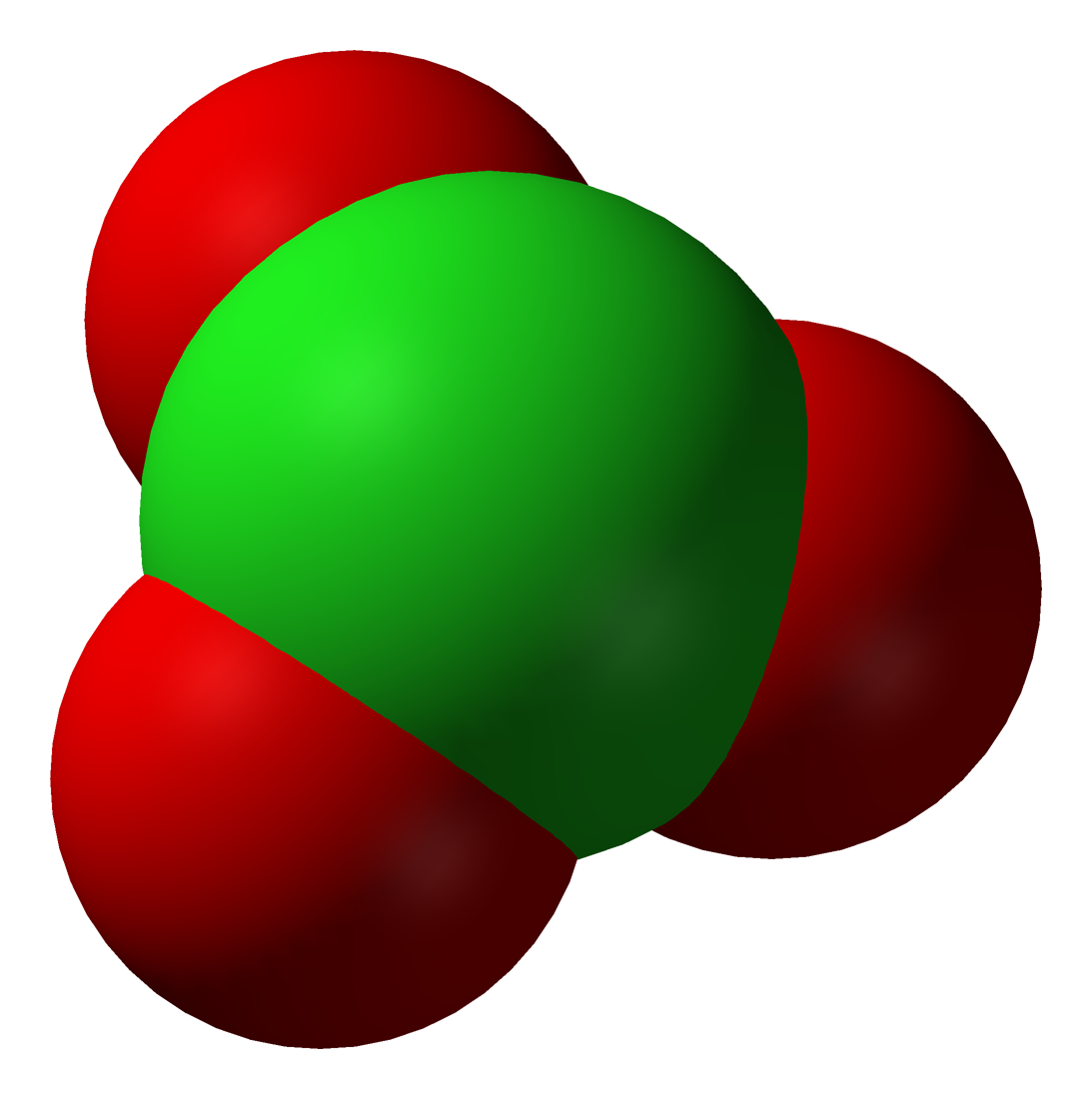
塩素酸イオンの空間充填モデル。

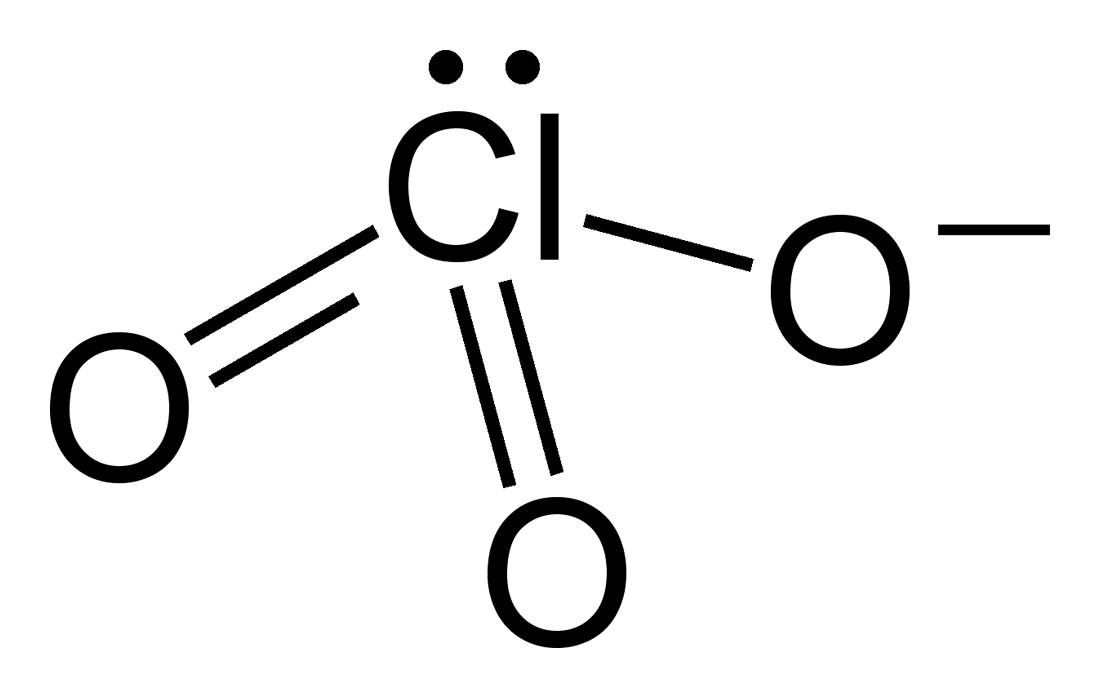
塩素酸イオンの結合構造。

塩素酸塩（えんそさんえん、英: chlorate）は、化学式 ClO3- の塩素酸イオンをもつ塩である。原子価殻電子対反発則によって塩素酸イオンは三角錐形であることが予想され、実際その構造をとっている。塩素酸イオンでの塩素の酸化数は+5である。
塩素酸塩は強力な酸化剤であるため、有機化合物や酸化されやすい物質からは離して保管しなければならない。かつてはパイロテクニクスにおいて広く用いられていたが、その不安定さから現在では塩素酸塩に代わって過塩素酸塩が用いられる。

## 主な塩素酸塩
- 塩素酸カリウム (KClO3)
- 塩素酸ナトリウム (NaClO3)
- 塩素酸マグネシウム（中国語: 氯酸镁）(Mg(ClO3)2)

## 合成
金属塩素酸塩は熱した水酸化金属に塩素を付加することで得られる。例えば、塩素酸カリウムでは
{\displaystyle {\ce {3Cl2 + 6KOH -> 5KCl + KClO3 + 3H2O}}}

## 法規制
GHSにおける酸化性固体（区分2）に該当し、各国で貯蔵や運搬に規制がある（国連番号1479）。日本では船舶安全法や航空法によってGHSに基づく規制があり、また消防法に基づく危険物第1類および毒物及び劇物取締法に基づく劇物に指定されている。他に、労働安全衛生法、大気汚染防止法などにも規定がある。